# Optimist (Bootsklasse)

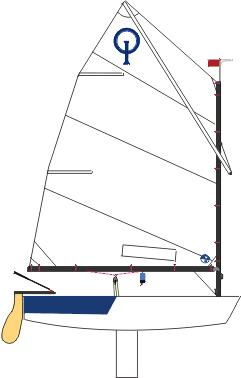
Riss

Die Optimisten-Jolle (oft kurz Opti genannt) ist eine kleine und leichte Jolle für Kinder und Jugendliche bis etwa 15 Jahre. Das weltweit in hohen Stückzahlen verbreitete Segelboot führt nur ein Segel und dient neben Freizeitzwecken als Einstiegsklasse für den Regattasport.

## Geschichte

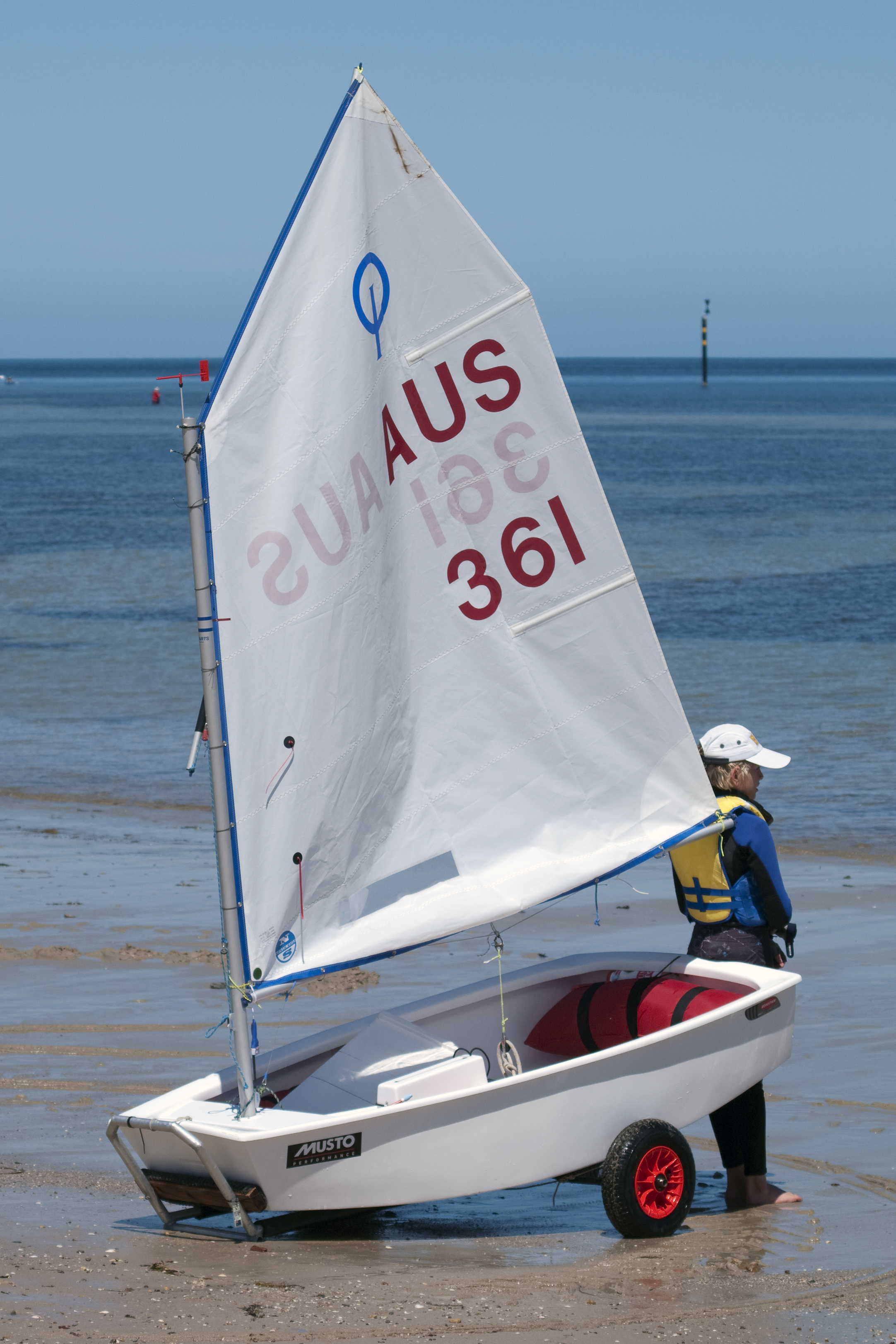
Optimist-Jolle, 2010

Die einhand gesegelte Jolle wurde von dem US-amerikanischen Konstrukteur und Bootsbauer Clark Mills entworfen. Gemeinsam mit seinem Freund und Clubkameraden Major Clifford McKay entstand im Herbst 1947 die Idee für ein einfaches, preiswertes Kinderboot, leicht zu bauen und zu segeln. Ein Boot, das Eltern mit ihren Kindern in einer Garage bauen konnten. In Anlehnung an die damals von Kindern heißgeliebten Seifenkisten schuf Clark Mills einen kastenförmigen Prahm-Rumpf, den er mit einem kleinen Gaffelsegel ausstattete. Für den Bau benutzte Mills handelsübliche 8x4-Fuß Sperrholzplatten. Aus vier Sperrholzplatten konnte man drei Optimisten bauen. Die Baukosten betrugen im Jahr 1947 unter 50 Dollar (diese Summe entspricht heute inflationsbereinigt etwa 607 $). Der Bauplan kostete 2,50 $. Den Namen für den Entwurf Optimist leitete Mills von seinem heimischen Clubhaus Club Optimist des Sailing Club Clearwater in Florida ab.
Anfang 1948 wurde der erste Optimist fertig. Der Sohn von Major Clifford McKay durfte als erster Clark Mills neuen Jollen-Entwurf in der Bucht von Clearwater testen. Bei rund 20 Knoten Wind (entspricht Windstärke 5) erwies sich das Boot als überaus stabil und für ein Kind problemlos zu handhaben. In wenigen Jahren verbreitete sich das Boot von Florida aus über die gesamte US-Ostküste.
Der dänische Architekt Axel Damgaard sah die Jolle während eines Segeltörns an Floridas Küsten und brachte den Bauplan mit nach Dänemark. Zurück in der Heimat motivierte er eine Handvoll Kollegen seines Yachtclubs, nach Clark Mills Rissen einige Exemplare des Optimisten nachzubauen. Er versah sie mit dem heute üblichen Sprietsegel. So segelte 1954 in Vordingborg am Smalands-Fahrwasser der erste Optimist in europäischen Gewässern. 1957 fand Damgaard einen mächtigen Mentor: Paul Elvstrøm, als dreifacher Goldmedaillengewinner schon damals eine Legende, war von dem kindgemäßen Konzept des Bootes begeistert und engagierte sich für die Austragung einer dänischen Meisterschaft.
In einem wahren Triumphzug eroberte der Optimist über Skandinavien, England und Frankreich den Alten Kontinent. 1962 fand in Südengland die erste Weltmeisterschaft statt, 1965 wurde im Rahmen der Weltmeisterschaft in Finnland die International Optimist Dinghy Association gegründet. Die ersten Optis in Deutschland segelten 1962 im Warnemünder Segel-Club, nachdem ein Jahr zuvor junge Segler aus Dänemark an der Ostseewoche teilgenommen und dem Verein einen Opti und einen Opti-Bauplan geschenkt hatten. Anfang 1970 segelten auch Kinder in Asien, Afrika und Südamerika mit dem Optimisten, 1973 wurde der Optimist als internationale Bootsklasse anerkannt.

## Deutsche Optimist-Dinghy Vereinigung
Die Deutsche Optimist-Dinghy Vereinigung e. V. (DODV – Opticlass GER) ist die Klassenvereinigung der Optimistensegler in Deutschland. Die DODV wurde 1967 durch Hans Harro Redlefsen vom Wassersportverein Fleckeby in Schleswig-Holstein gegründet und ist Mitglied der International Optimist Dinghy Association (IODA), dem Weltverband der Optimist-Klasse. Die DODV organisiert und fördert den Segelsport für Kinder und Jugendliche und veranstaltet Trainingsmaßnahmen, führt die Ranglisten und stellt den Regattakalender zusammen. Weiter wickelt die Klassenvereinigung den Umstieg der Segler von Opti-B nach Opti-A ab, überwacht die Einhaltung der Klassenvorschriften und nominiert die Seglerinnen und Segler zu Europa- und Weltmeisterschaften.

## Rumpf, Rigg, Segel
Als einfaches Knickspant-Boot besitzt ein Optimist einen Rumpf aus Sperrholz oder glasfaserverstärktem Kunststoff (GfK) mit Mittelschwert und ein Kat-Rigg: am Mast, der unverstagt ist, wird als einziges Segel ein Sprietsegel, das mit einer Spiere vom Mast abgespreizt wird, gefahren.
Der Rumpf des Optimist hat die Form eines Prahms und trägt ein umlaufendes Dollbord. Er wurde ursprünglich aus fünf Sperrholzbrettern hergestellt. Clark Mills entwickelte diese Form auf der Suche nach dem größtmöglichen Rumpf, der sich aus zwei Standard-Sperrholzbrettern der Größe 4x8 Fuß herstellen ließ. Unmittelbar vor einem Schott, das den Rumpf in zwei etwa gleich große Hälften unterteilt, liegt der Schwertkasten für ein Steck-Schwert. Genau dahinter ist auf der Mittellinie des Rumpfbodens ein Ratschblock für die Schot angeschlagen. Eine Ducht am Bug stützt den Mast, der durch ein Loch in ihrer Mitte auf die Mastspur verläuft. An der Mastspur ist meist auch die Fangleine angeschlagen.
Seitliche Auftriebskörper in der vorderen Rumpfhälfte und am Heck verleihen auch dem gekenterten Rumpf noch Auftrieb. Ausreitgurte auf dem Boden und ein Ausleger an der Pinne gestatten dem Bootsführer, die Trimmung durch Ausreiten zu optimieren.
Heute werden die meisten Optimisten aus GfK hergestellt, doch hölzerne Boote sind nach wie vor erhältlich. Manche preisgünstige Club-Boote werden aus thermoplastischem Kunststoff hergestellt, eignen sich aber nicht gut für Regatten, da diese wesentlich schwerer sind als GfK- und Holzboote. Die Wandstärke des durch Schott und Ducht versteiften Rumpfs liegt meist bei etwa fünf Millimeter. Die Plicht ist bei Holzbooten oft mit einer Gräting versehen.
Das Boot ist auf dem Dach eines PKW bequem zu transportieren. Der Optimist ist wegen seiner einfachen Handhabung auch für kleine Vereinstouren geeignet. Gebräuchlich sind Bootstrailer mit bis zu zwölf Optis, die für ganze Vereinsmannschaften unterwegs sind.

## Regatten und Wettfahrten
Der Optimist ist sehr einfach zu handhaben und dient Kindern als eine der Einstiegsklassen in den Segel- und Regattasport. Er ist eine internationale Jugendbootklasse und eines der weltweit am häufigst gebauten Klassenboote. Internationale Klassenvereinigung ist die International Optimist Dinghy Association (IODA) mit Sitz in Großbritannien; ihr gehören weit mehr als hundert nationale Klassenvereinigungen an. Da jedermann ein Boot nach Klassenregeln bauen kann (Baupläne und Bauanleitungen sind erhältlich) und Werften zudem auf allen Kontinenten das Boot fertigen, ist die Frage nach der Verbreitung nicht ganz einfach zu klären. Seit 1974 gibt die IODA Baunummern aus, derzeit sind 132.000 Plaketten verteilt.
Die Optiliga ist eine Serie von Trainingswettfahrten speziell für Kinder, die noch nicht so viel oder gar keine Erfahrung im Regattasegeln haben. Im Vordergrund steht weniger der Leistungsgedanke, sondern vielmehr die solide Aneignung von Grundlagen des Regattasports.
Der Optiliga folgt in Deutschland auf Grund der Menge der Segler der Start in der so genannten B-Gruppe. Dort kann der Segler je nach Platzierung Wertungspunkte ersegeln, die früher in einem Jugendseglerpass eingetragen wurden. Bei den B-Regatten erhalten Sportler für einen Platz im ersten Viertel vier Punkte, im zweiten Viertel zwei Punkte und in der zweiten Hälfte einen Punkt. Mit 20 Punkten kann in der A-Gruppe gestartet werden. Wenn der Segler in dem Jahr, in dem er 13 Jahre alt wird, 30 Punkte oder mehr ersegelt hat, muss er innerhalb von acht Wochen umsteigen. Eine Rückkehr in die B-Gruppe ist nicht möglich.
Die A-Gruppen-Segler werden in einer Rangliste geführt, nach der die Startberechtigung für die Deutsche Jugend-Meisterschaft vergeben wird bzw. nach der die Zulassung zu den Ausscheidungsregatten für die Europa- bzw. Weltmeisterschaft erfolgt. In anderen Ländern erfolgt die Zulassung nach anderen Kriterien. Die größte Opti-A Regatta in Deutschland neben der Meisterschaft ist die Veranstaltung Goldener Opti auf der Kieler Förde mit über 200 Teilnehmern.
Einmal jährlich wird auf einem wechselnden Revier die Deutsche Jugendmeisterschaft (kurz IDJM) ausgesegelt. Dabei haben rund 200 deutsche und ausländische Segler und Seglerinnen eine Startberechtigung nach der Jahresrangliste. Im Jahr 2023 wurde Noah Schweichler vom Mühlenberger Segel-Club in Hamburg Deutscher Meister.
Den ersten Weltmeistertitel für Deutschland im Optimisten errang 2005 in der Schweiz Tina Lutz vom Chiemsee Yachtclub (CYC). Bei der Weltmeisterschaft 2006 in Uruguay errang der für den Bayerischen Yacht-Club (BYC) in Starnberg startende Julian Autenrieth den Titel. Mitte 2007 hatte Julian die Möglichkeit, den Titel zu verteidigen, was bisher nur neun Opti-Segler schafften, verfehlte das Ziel aber knapp und endete als Vierter.
Bei der Europameisterschaft 2008 in Riva del Garda/Italien holte Paulina Rothlauf (BYC) den Titel bei den Mädchen.
Hohen Unterhaltungswert hat die Eisarschregatta, die seit 1969 jährlich im Dezember in Lübeck auf dem Fluss Wakenitz stattfindet. Dabei werden Optimisten bis 2018 ausschließlich von erwachsenen Männern gesegelt mit einem Mindestalter von 25 Jahren. Im Jahr 2019 wurde das Teilnahmealter auf 21 Jahre gesenkt und auch Frauen dürfen mitmachen.

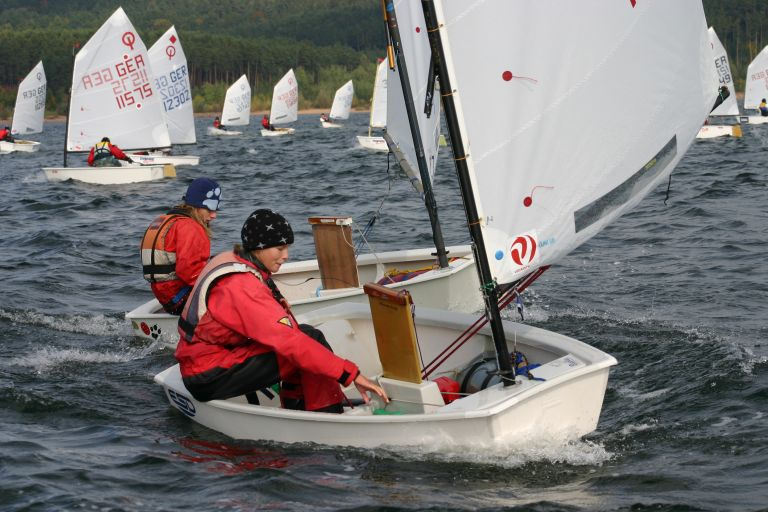
Vor dem Wind-Kurs bei einer Optimisten-Regatta auf dem Großen Brombachsee
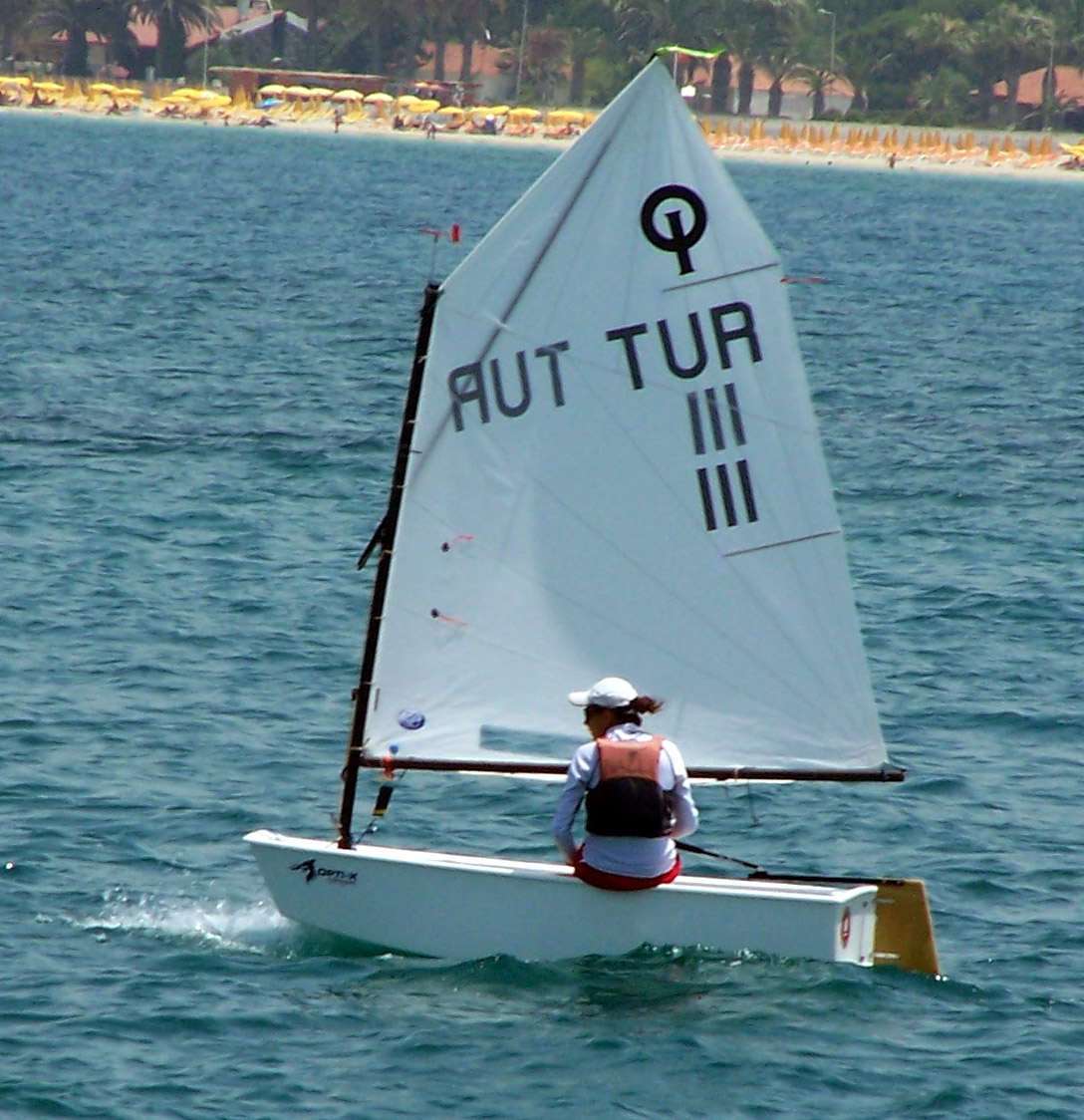
Optimist hoch am Wind in Çeşme (Türkei)
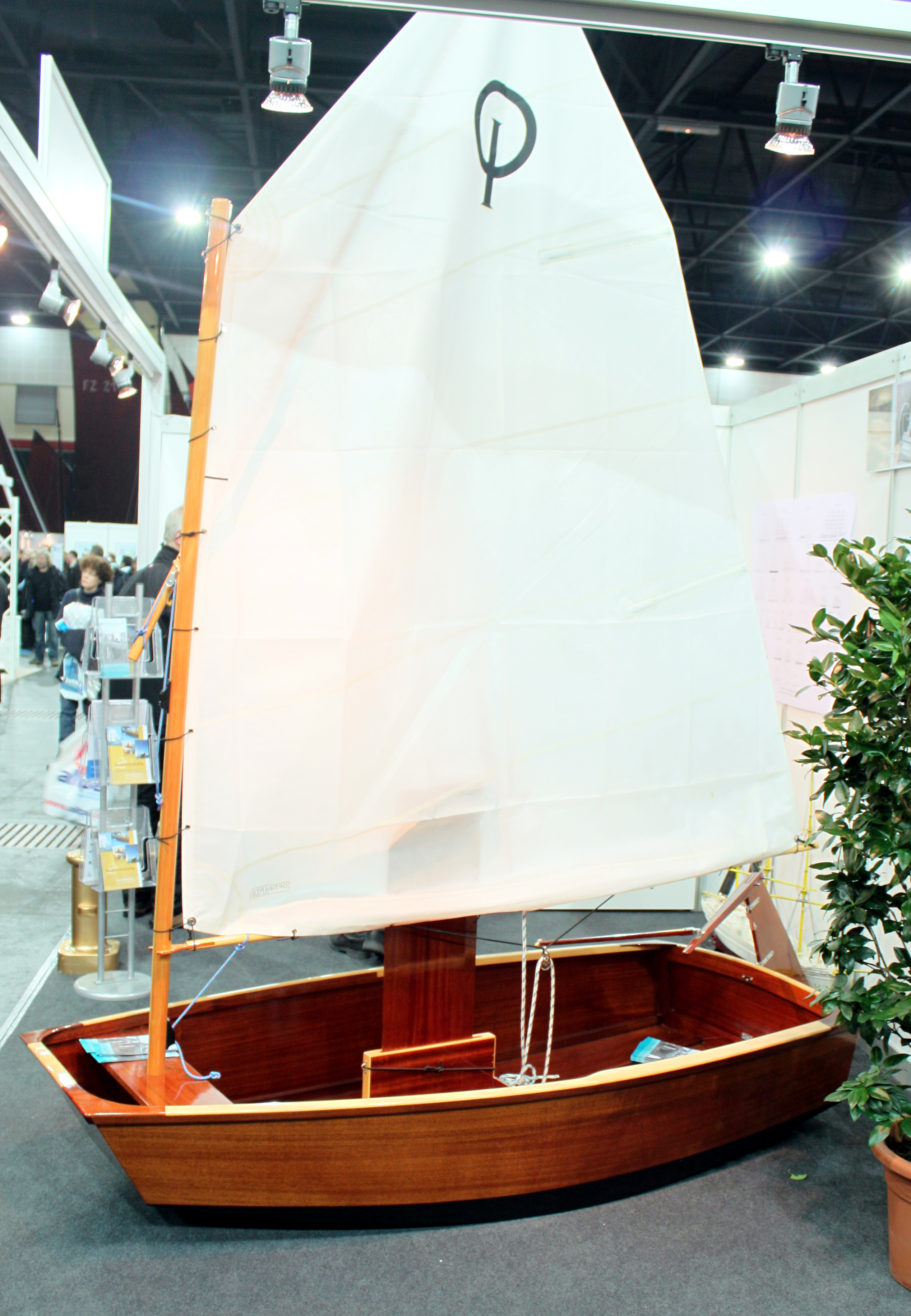
Optimist mit traditionellem Sperrholzrumpf ausgestellt auf einer Messe

## Khulula Eco Optimist

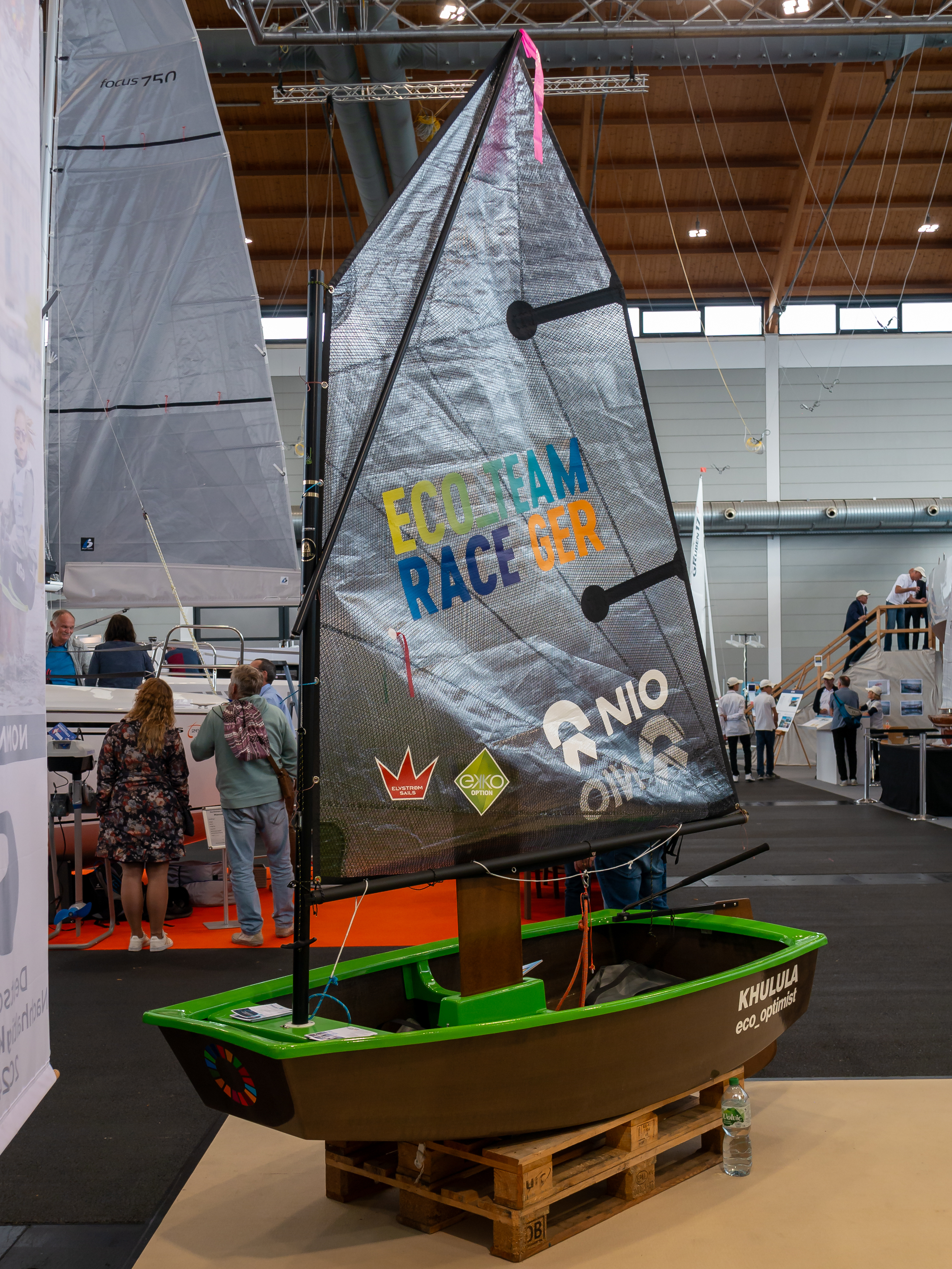
Khulula Eco Optimist auf der Interboot, Friedrichshafen, 2023

Simon Licht und Holger Ambroselli entwickelten ab 2021 mit ihrem Start-Up „Khulula UG“ in Potsdam die Eco Optimist Jolle, die Ende 2023 mit dem Deutschen Nachhaltigkeitspreis Sport in der Kategorie Sportartikel, -geräte und -kleidung ausgezeichnet wurde. Der Eco Optimist besteht aus natürlichen Flachsfasern und recycelten Composites, die mit Harzen, zu 60 % biobasiert, zu einem Naturfaserverbundstoff verbunden werden. Statt Epoxidharz verwendet man biologische Harze und recyceltes PET als Sandwichmaterial im Boden. So hat der Eco Optimist einen 70 Prozent geringeren CO2-Fußabdruck als herkömmliche GFK-Boote und ist recycelbar. Durch die überwiegende Verwendung natürlicher Materialien werden auch die Arbeitsbedingungen in der Werft verbessert. Bei der Produktion fallen kaum giftige Dämpfe an. Die Boote werden von der Werft „Jade Yachting“ in Wilhelmshaven hergestellt. Komplettiert wird der Eco Optimist durch eine Großschot der Firma Robline, aus recyceltem PET und CO2-neutraler Produktion. Die Segel sind schwarze Laminatsegel von Elvstrøm Deutschland, die als ‚Ekko‘ Sails aus recycelten PET-Fasern hergestellt werden. Der Preis des Optimisten beträgt 6.000 bis 7.000 Euro.
Die Deutsche Optimist-Dinghy Vereinigung hat das Boot bisher (Stand März 2024) noch nicht als klassenkonform zugelassen, so dass man mit diesem Optimisten noch nicht an Ranglistenregatten teilnehmen kann. Der Eco Optimist wird seit 2023 im Rahmen des „Eco Team Race Germany“ eingesetzt, ein Regattaformat in dem Teams mit jeweils vier gestellten Booten gegeneinander segeln, ähnlich der Deutschen Segel-Bundesliga.